# Neue Ruhr Zeitung
De NRZ (afkorting van: Neue Ruhr Zeitung en Neue Rhein Zeitung) is een Duitse regionale krant die zich richt op het westelijke deel van de deelstaat Noordrijn-Westfalen. De krant verschijnt dagelijks in het westelijk Ruhrgebied als 'Neue Ruhr Zeitung' en in het Nederrijngebied als 'Neue Rhein Zeitung'. 
De krant verscheen voor het eerst op 13 juli 1946 en heeft een verkochte oplage van iets meer dan 120.000 exemplaren. De krant is een dochteronderneming van de Westdeutsche Allgemeine Zeitung (WAZ) dat behoort tot de Funke Mediengruppe.
De Neue Ruhr Zeitung heeft dertien lokale redacties. De hoofdredacteur is Manfred Lachniet. De krant wordt uitgegeven door de Zeitungsverlag Niederrhein GmbH & Co. Essen KG. 
De interneteditie maakt deel uit van het nieuwsportaal 'derwesten' van WAZ NewMedia GmbH & Co. KG met haar hoofdkantoor in Essen.

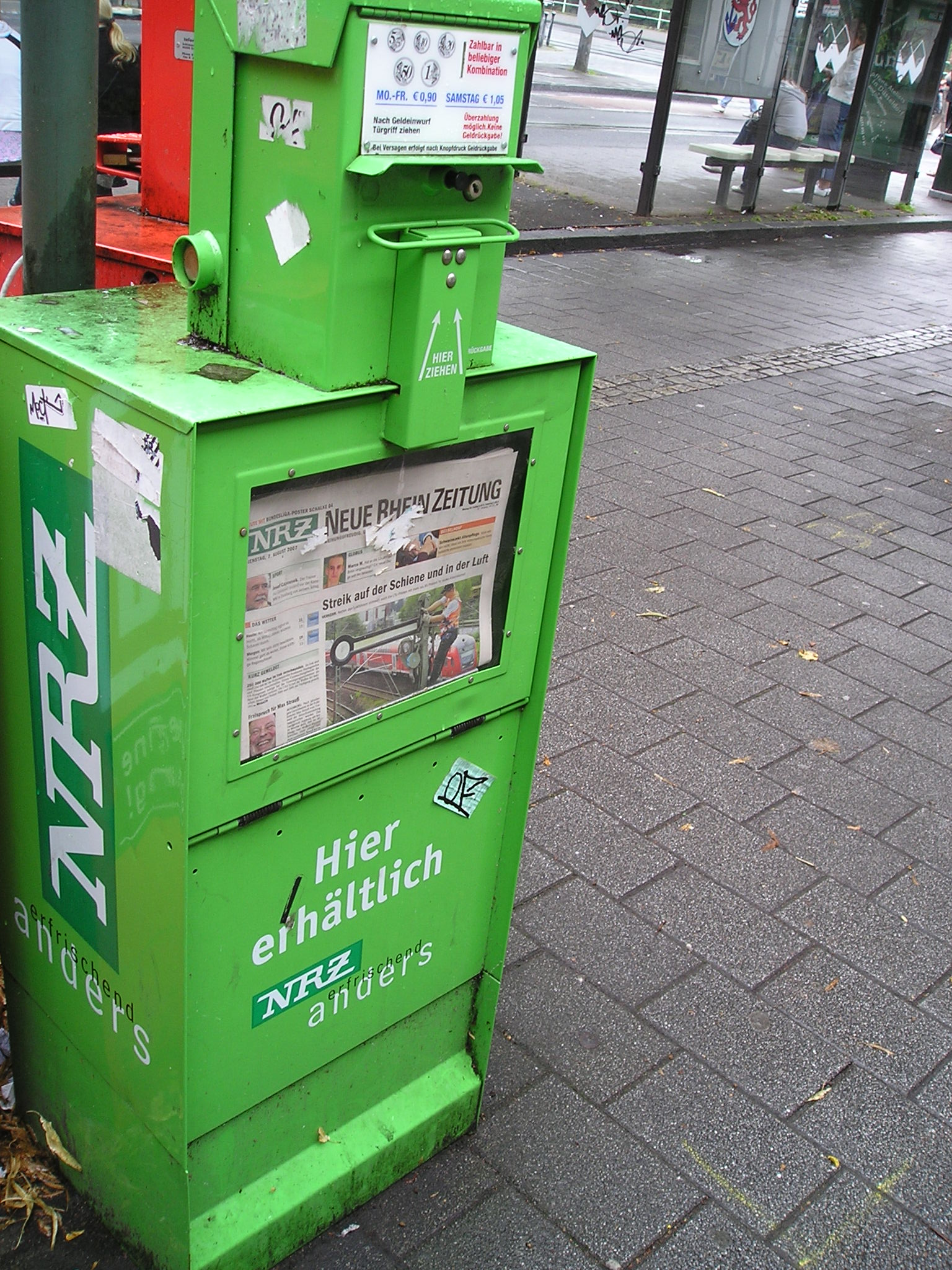
NRZ verkooppunt